# Arrondissement Prades
Arrondissement Prades er et fransk arrondissement i departementet Pyrénées-Orientales i regionen Occitanie. Det er det største arrondissement i Pyrénées-Orientales med 2.181,4 km², men det mindst befolkede med 59.845 indbyggere (27 indbyggere/km²).
De største byer er hovedbyen Prades og Ille-sur-Têt.

## Inddeling
Arrondissementet Prades omfatter følgende 126 kommuner. Kommunerne er samlet i de interkommunale enheder Pyrénées-Cerdagne, Capcir-Haut Conflent, Conflent-Canigou, Roussillon-Conflent og Agly-Fenouillèdes.
1. Les Angles
2. Angoustrine-Villeneuve-des-Escaldes
3. Ansignan
4. Arboussols
5. Ayguatébia-Talau
6. Baillestavy
7. Bélesta
8. Bolquère
9. Boule-d'Amont
10. Bouleternère
11. Bourg-Madame
12. La Cabanasse
13. Campôme
14. Campoussy
15. Canaveilles
16. Caramany
17. Casefabre
18. Casteil
19. Catllar
20. Caudiès-de-Fenouillèdes
21. Caudiès-de-Conflent
22. Clara-Villerach
23. Codalet
24. Conat
25. Corbère
26. Corbère-les-Cabanes
27. Corneilla-de-Conflent
28. Corneilla-la-Rivière
29. Dorres
30. Égat
31. Enveitg
32. Err
33. Escaro
34. Espira-de-Conflent
35. Estavar
36. Estoher
37. Eus
38. Eyne
39. Felluns
40. Fenouillet
41. Fillols
42. Finestret
43. Fontpédrouse
44. Fontrabiouse
45. Formiguères
46. Fosse
47. Fuilla
48. Glorianes
49. Ille-sur-Têt
50. Joch
51. Jujols
52. Lansac
53. Latour-de-Carol
54. Latour-de-France
55. Lesquerde
56. La Llagonne
57. Llo
58. Mantet
59. Marquixanes
60. Los Masos
61. Matemale
62. Maury
63. Millas
64. Molitg-les-Bains
65. Montalba-le-Château
66. Mont-Louis
67. Mosset
68. Nahuja
69. Néfiach
70. Nohèdes
71. Nyer
72. Font-Romeu-Odeillo-Via
73. Olette
74. Oreilla
75. Osséja
76. Palau-de-Cerdagne
77. Pézilla-de-Conflent
78. Planès
79. Planèzes
80. Porta
81. Porté-Puymorens
82. Prades
83. Prats-de-Sournia
84. Prugnanes
85. Prunet-et-Belpuig
86. Puyvalador
87. Py
88. Rabouillet
89. Railleu
90. Rasiguères
91. Réal
92. Ria-Sirach
93. Rigarda
94. Rodès
95. Sahorre
96. Saillagouse
97. Saint-Arnac
98. Saint-Féliu-d'Amont
99. Sainte-Léocadie
100. Saint-Martin-de-Fenouillet
101. Saint-Michel-de-Llotes
102. Saint-Paul-de-Fenouillet
103. Saint-Pierre-dels-Forcats
104. Sansa
105. Sauto
106. Serdinya
107. Souanyas
108. Sournia
109. Tarerach
110. Targassonne
111. Taurinya
112. Thuès-Entre-Valls
113. Trévillach
114. Trilla
115. Ur
116. Urbanya
117. Valcebollère
118. Valmanya
119. Vernet-les-Bains
120. Villefranche-de-Conflent
121. Vinça
122. Vira
123. Le Vivier

## Før 2017
1. januar 2017 blev 27 kommuner fra Arrondissement Perpignan overført til Prades. Indtil da omfattede Arrondissementet Prades kommunerne i følgende kantoner:
- Mont-Louis
- Olette
- Prades
- Saillagouse
- Sournia
- Vinça

42°36′54″N 2°25′25″Ø / 42.615°N 2.4236°Ø